# Галленштайн (замок)
Галленштайн (нем. Burg Gallenstein) — средневековый замок, расположенный в торговой общине Санкт-Галлен, в округе Лицен, в земле Штирия, Австрия. Комплекс находится в муниципальной собственности. По своему типу относится к замкам на вершине.

## Расположение
Замок находится на высокой скалистой вершине на высоте 631 метр над уровнем моря. Комплекс расположен в самом центре Австрии. Место для есть строительства выбрали в том числе и потому, что отсюда можно было контролировать сразу три долины.

## История

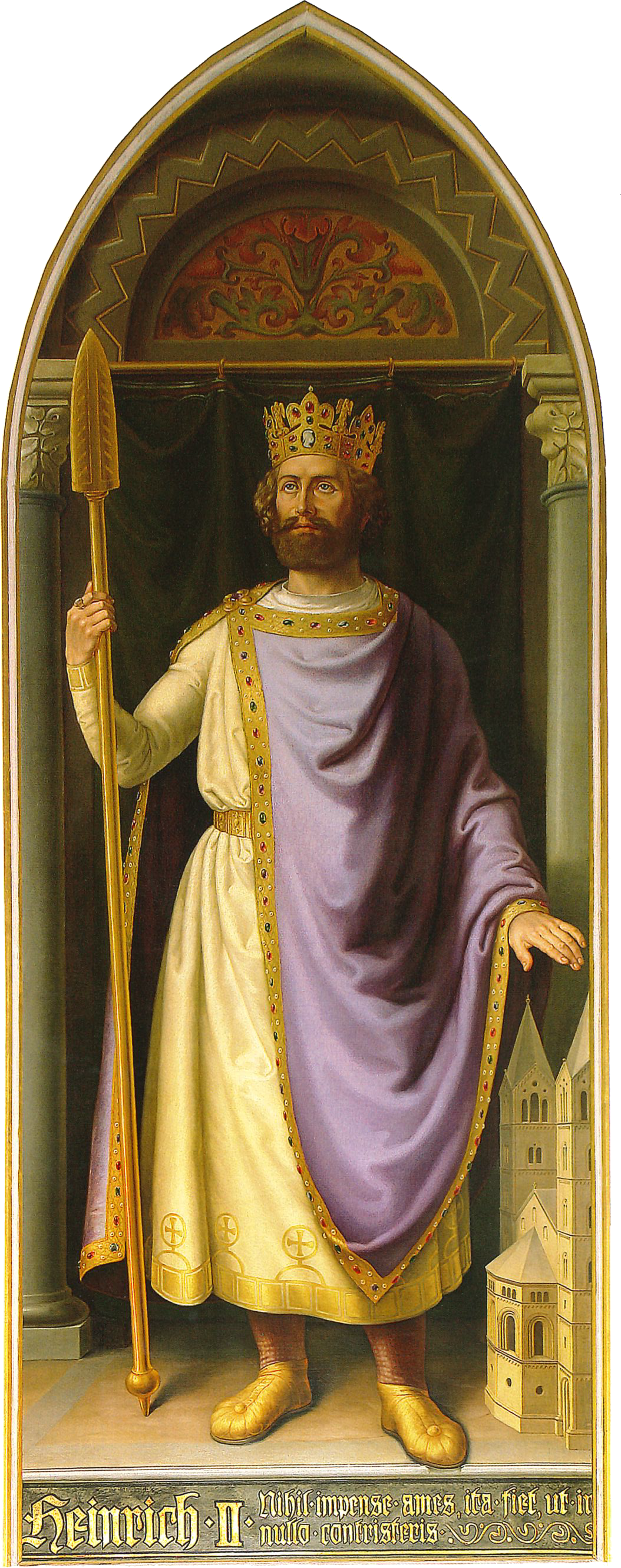
Генрих II Святой

### Ранний период
Примерно в 1000 году обширная лесная территория вокруг современной общины Санкт-Галлен оставалась под контролем императоров Священной Римской империи. В 1007 году король Генрих II Cвятой подарил окрестные территории архиепископству Зальцбургскому. В 1074 году архиепископ Гебхард передал эти земли недавно основанному бенедиктинскому монастырю Адмонт. Под контролем клириков немедленно началась колонизация соседних долин. 
В 1278 году король Рудольф I Габсбургский предоставил аббату Адмонта Генриху II разрешение на возведение укреплений в данной местности. Эта дата считается годом основания замка Галленштайн. Строительство ранней крепости завершилось в 1285 году. Известно, что в 1291 году аббат Генрих II смог укрыться здесь со своими монахами и монастырскими сокровищами во время дворянского восстания против герцога Альбрехта. Прочная твердыня, вероятно, позволила предотвратить вторжение зальцбургско-баварских войск.
С конца XIII века при замке находился окружной суд. В 1285 году управляющим поместьем при Галленштайне назначили Дюрна Гриссера, родственника аббата Генриха II. Однако вскоре кастеляна обвинили в серьёзных нарушениях. В 1296 году Гриссера арестовали и на некоторое время заключили в тюрьму. После освобождения этот человек решил мстить за свои страдания и убил аббата Генриха II. В итоге Гриссер был схвачен и казнён в Роттенманне.
Около 1290 года при замке возвели готическую часовня Святого Петра. На двух окнах сохранились остатки готического узора.

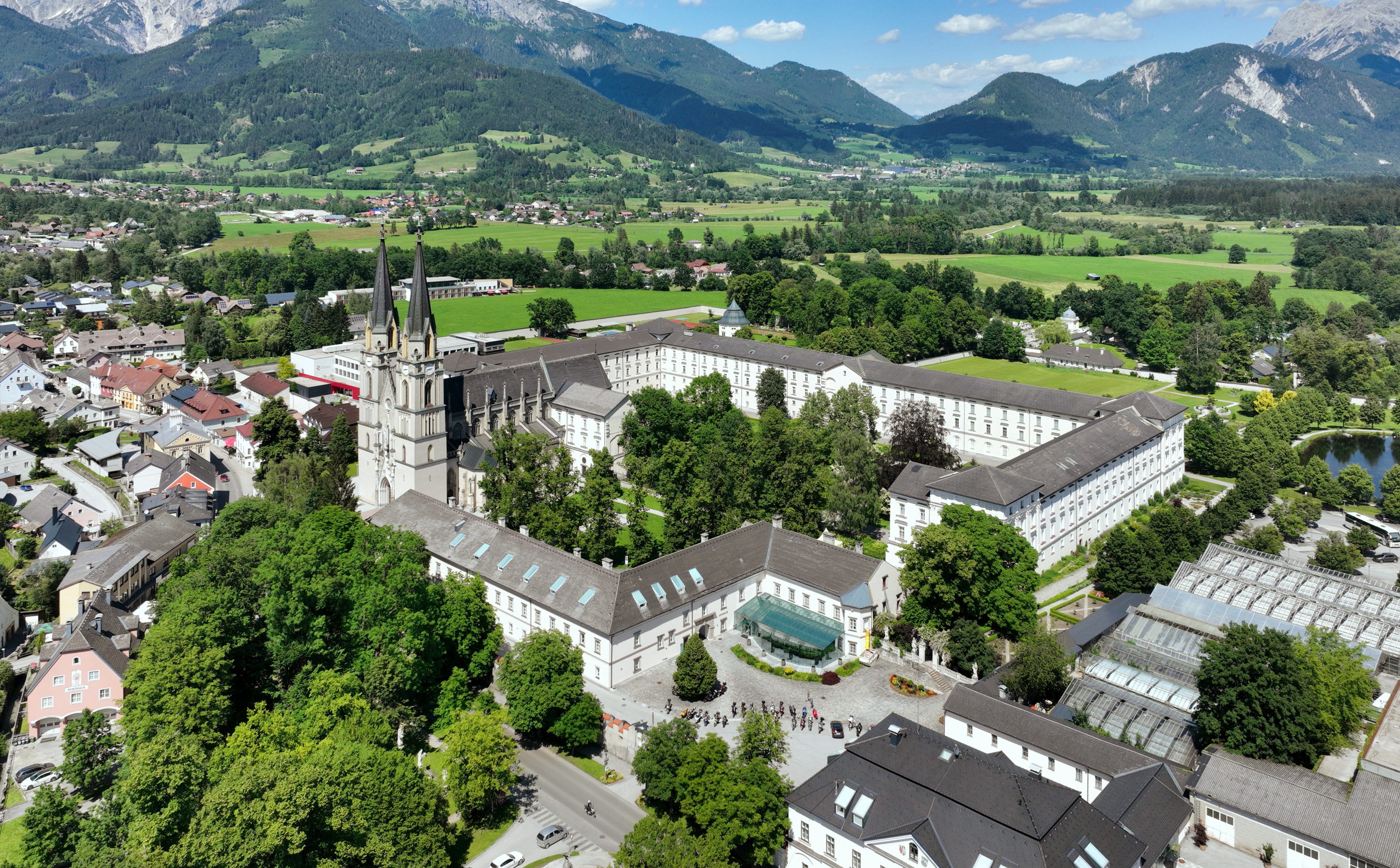
Современный вид аббатства Адмонт

В XIV веке Галленштайн стал важным административным центром владений аббатства Адмонт. Вокруг располагались обширные монастырские поместья. Управляющий замком получил право именоваться бургграфом. Одним из них стал Фридрих фон Заурау, который в 1396 году перестроил часовню Святого Петра. Галленштайн был центром владение, которое по площади соответствовало трети сегодняшнего округа Лицен. 
В 1467 году большая часть замка сгорела. Однако аббат Иоанн III быстро восстановил комплекс. В 1471 году бургграф Ганс фон Траутмансдорф и его солдаты подавили крестьянское восстание против власти аббатства Адмонт. Так как жители Санкт-Галлена остались верны аббатству, их в знак благодарности освободили от части налогов.
Во время войн, которые велись в правление короля Венгрии Матьяша I аббат Антоний I Гратиадей воспользовался всеобщей неразберихой в стране и присвоил часть монастырских сокровищ. В 1492 году ему пришлось бежать. Однако аббат был схвачен и заключён в башню замка Галленштайн. Антоний I предоставили вполне комфортные условия проживания. Но всего через несколько месяцев он скончался.
Галленштайн веками оставался надёжным убежищем для бенедиктинцев Адмонта. Его укрепления на протяжении Позднего Средневековья не раз модернизировались. Крепость считалась неприсутпной и враги ни разу даже не пытались организовать осаду.

### Эпоха Ренессанса

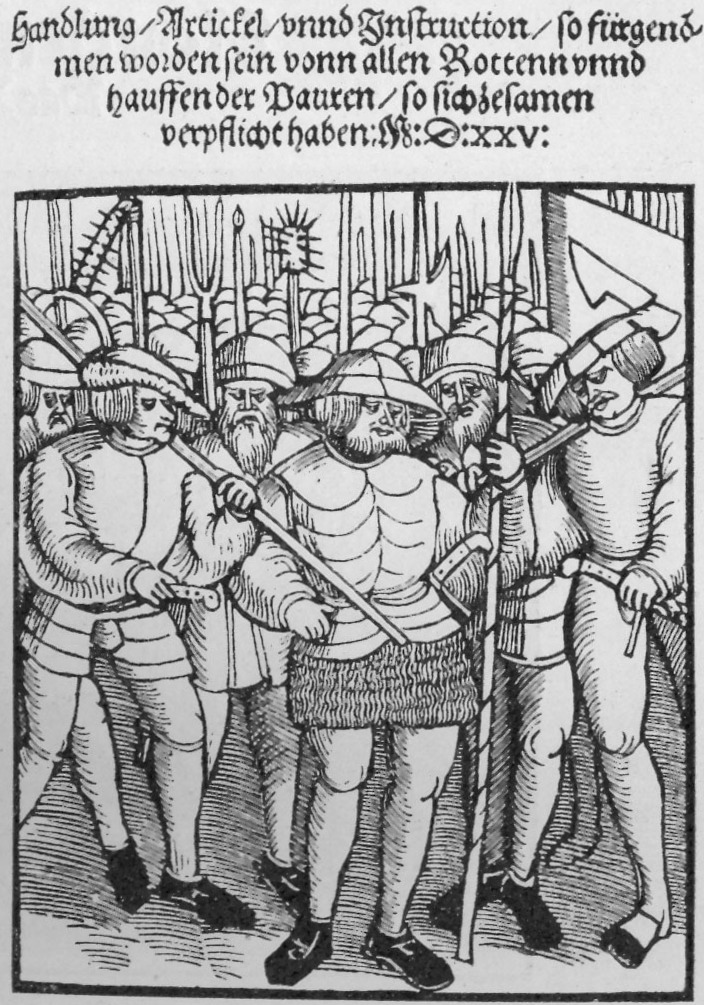
Восставшие крестьяне на рисунке XVI века

В 1525 году во время Крестьянской войны аббат Георг фон Штайнах укрался со своими монахами и монастырскими сокровищами за мощные стены Галленштайна. Здесь же нашли убежище и многие представители Штирии, бежавшие из Граца. В замке имелись достаточные запасы продовольствия, оружия и боеприпасов. Для надёжной обороны хватало гарнизона всего лишь из 50 человек. Армия восставших приблизилась к крепости, но предводители крестьян не осмелились идти на штурм. Правда само аббатство Адмонт, не имевшее сильных оборонительных сооружений, оказалось безжалостно разграблено. После подавления восстания лидеры бунтовщиков были схвачены и некоторых их них заточили в Галленштайне. Темница, где их содержали, получила от стражников ироничное название «Крестьянская палата».
В 1532 году смотритель Галленштайна бургграф Георг Себастьян фон Штайнах в сражении при Пфаффенштайге с помощью ополчения смог нанести сокрушительное поражение турецкой армии. Правда, расходы н войну с турками оказались для аббатства столь обременительны, что клириками было принято решение передать замок в качестве залога Георгу Себастьяну фон Штайнаху. Фактически он стал владельцем комплекса. При его власти началась очередная реконструкция фортификационных сооружений. 
В 1591 году восставшие крестьяне, обозлённые повышением налогов, сожгли селение Майерхоф, расположенный у подножия замка. Но саму крепость они не рискнули атаковать.
В 1595 году началась перестройка Красной башни. В 1602 году во время сильного шторма в замке было разбито большинство окон. 

### XVII век

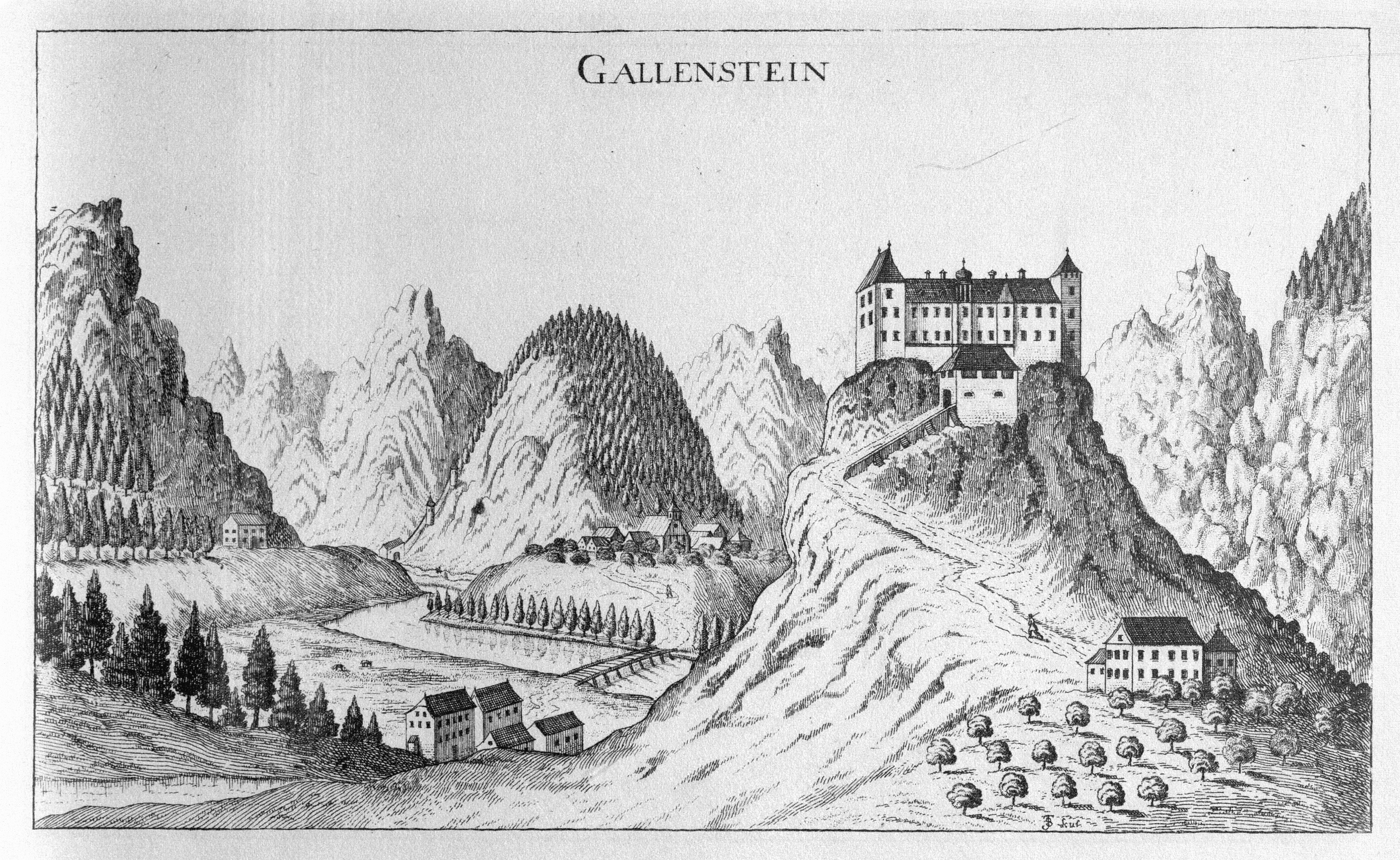
Рисунок замка на рисунке 1681 года

В период с 1621 по 1626 год комплекс полностью перестроили. Сохранились имена мастеров, которые руководили работами. Это были итальянцы Бенедетто и Бартоломео де ла Торре. В это время построили новые сводчатые казематы, обновили и сделали более высокими парапеты вдоль внешних стен, а во дворе замка появились аркады. Поскольку в 1626 году в Верхней Австрии возобновились крестьянские волнения, в замке разместили 120 стрелков. В качестве меры предосторожности сюда были перевезены сокровища монастырей Адмонт, Гарстен и Шпиталь-ам-Пюрн. 
В 1683 году после удара молнии и возникшего пожара серьёзно пострадала Серая башня. 

### XVIII век
В 1727 году Галленштайн полностью сгорел во время грозы и возникшего из-за удара молнии пожара. Полноценного восстановления крепости не последовало. Часть сооружений осталась лежать в руинах. Однако замок по прежнему служил административным центром окружающих поместий.
Во время Французских революционных войн Галленштейн несколько раз подвергался разграблению. 

### XIX век

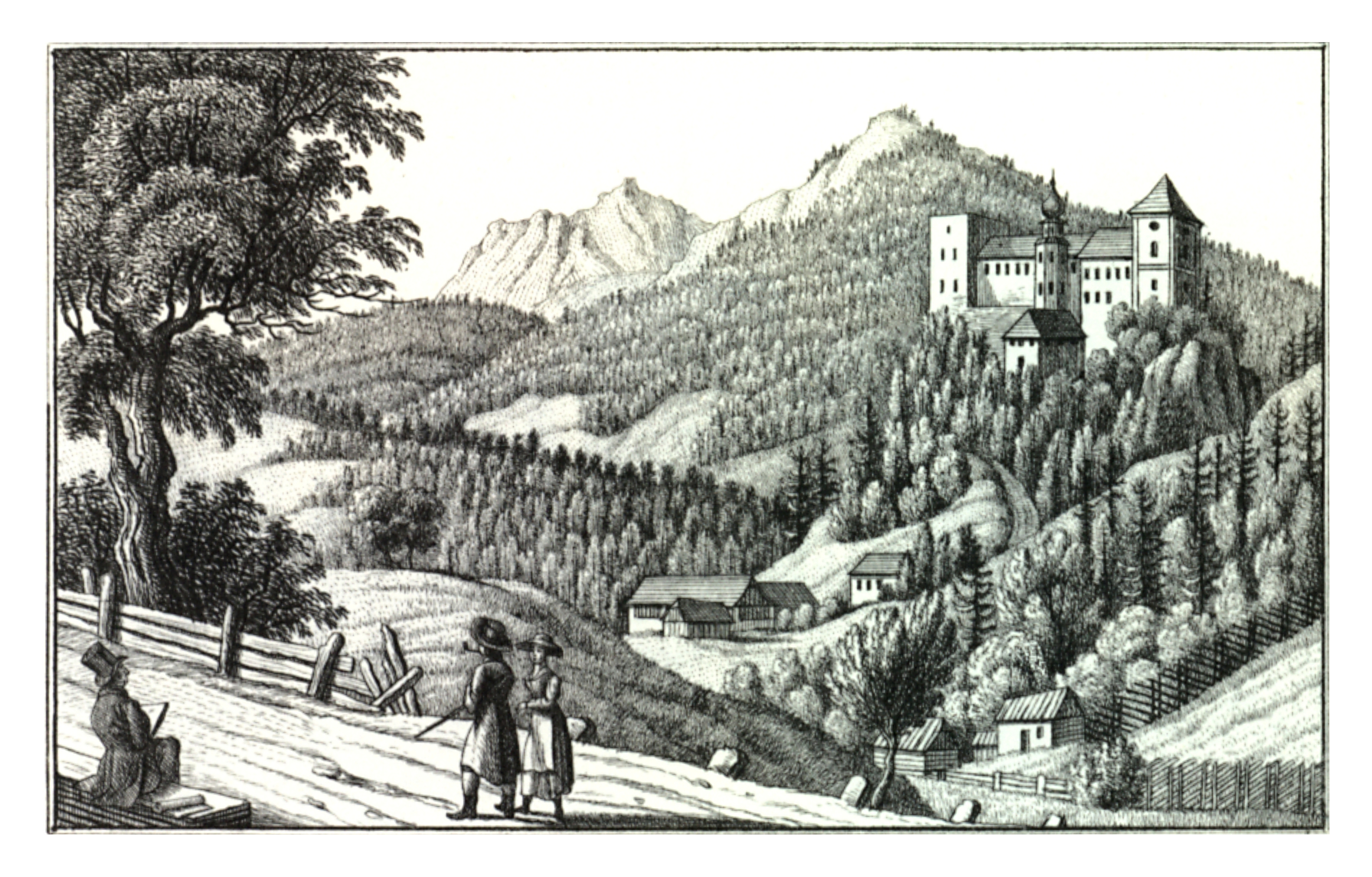
Замок на рисунке 1830 года

Из-за труднодоступности замка и проблем с водоснабжением в 1831 году по просьбе губернатора региона Фердинанда Бертольда управление поместьями перенесли в город Санкт-Галлен. Замок продали предприимчивому торговцу изделиями из железа Йозефу Лангенштайнеру. Он приказал изъять все металлические части конструкции комплекса. В 1832 году сняли и продали медную крышу. Стены и башни стали использовать как склад стройматериалов и каменных блоков. Местные крестьяне постепенно растаскивали блоки на собственные строительные нужды. Замок оказался фактически заброшен.
В конце XIX века руины замка вернулись под контроль аббатства Адмонт. Однако к тому времени окружающие леса уже были проданы компании Innerberger Hauptgewerkschaft (в 1882 году), которая, в свою очередь, в 1883 году передала их во владение фирме Alpine-Montan-Gesellschaft. 

### XX век

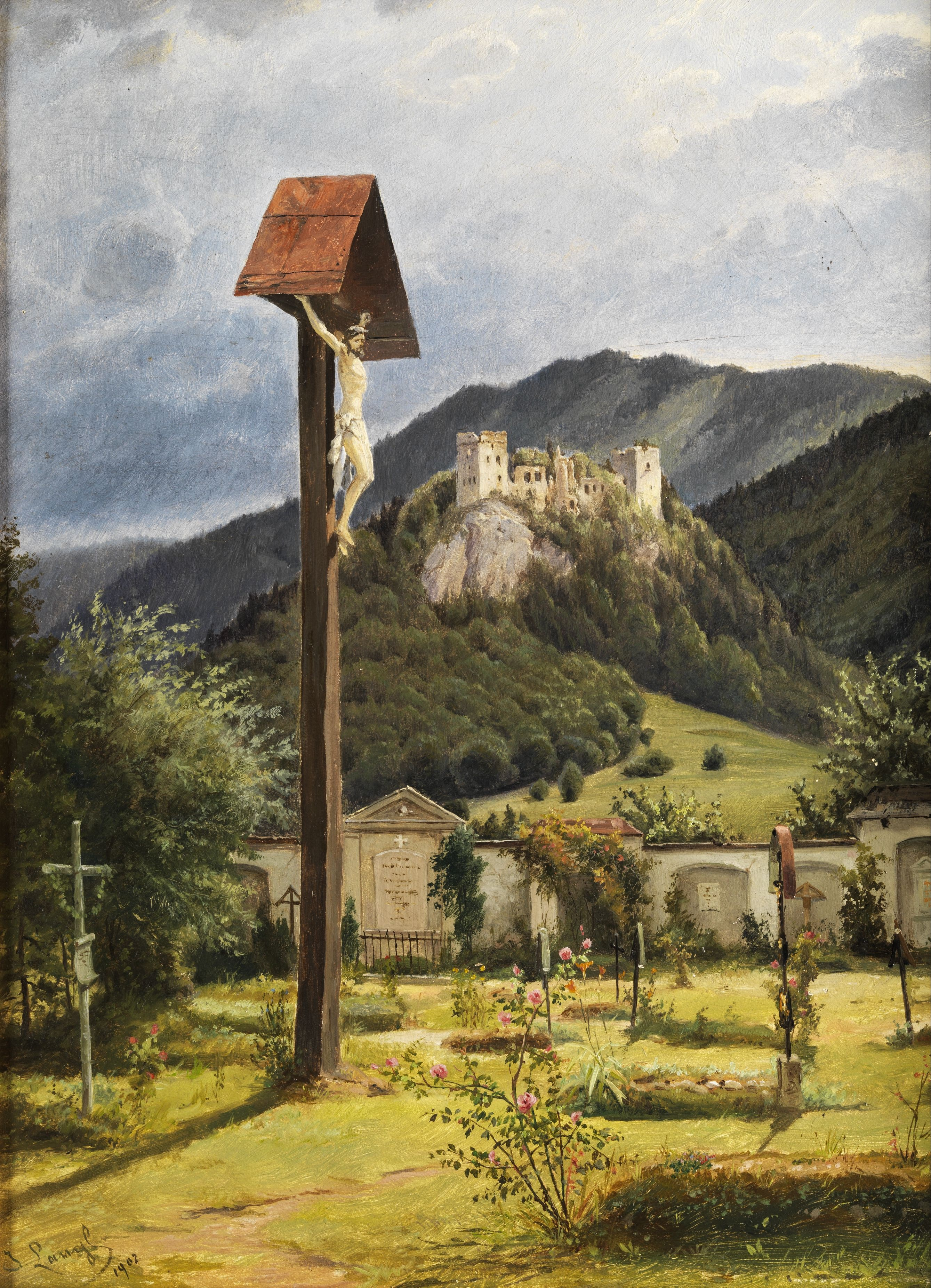
Вид руин замка на картине 1902 года

Замок лежал в руинах до 1960-х годов. Наконец в 1968 году по инициативе Австрийской ассоциации замков начались масштабные работы по реставрации и ремонту Галленштайна. В порядок привели две крупные башни и часть других объектов. Однако полностью комплекс так и не был восстановлен.

## Современно использование
Замок открыт для посещения. Для удобства туристов обустроены смотровые площадки. Летом здесь проходят различные культурные мероприятия и фестивали. В бывшей цитадели летом работает кафе. 

## Описание замка

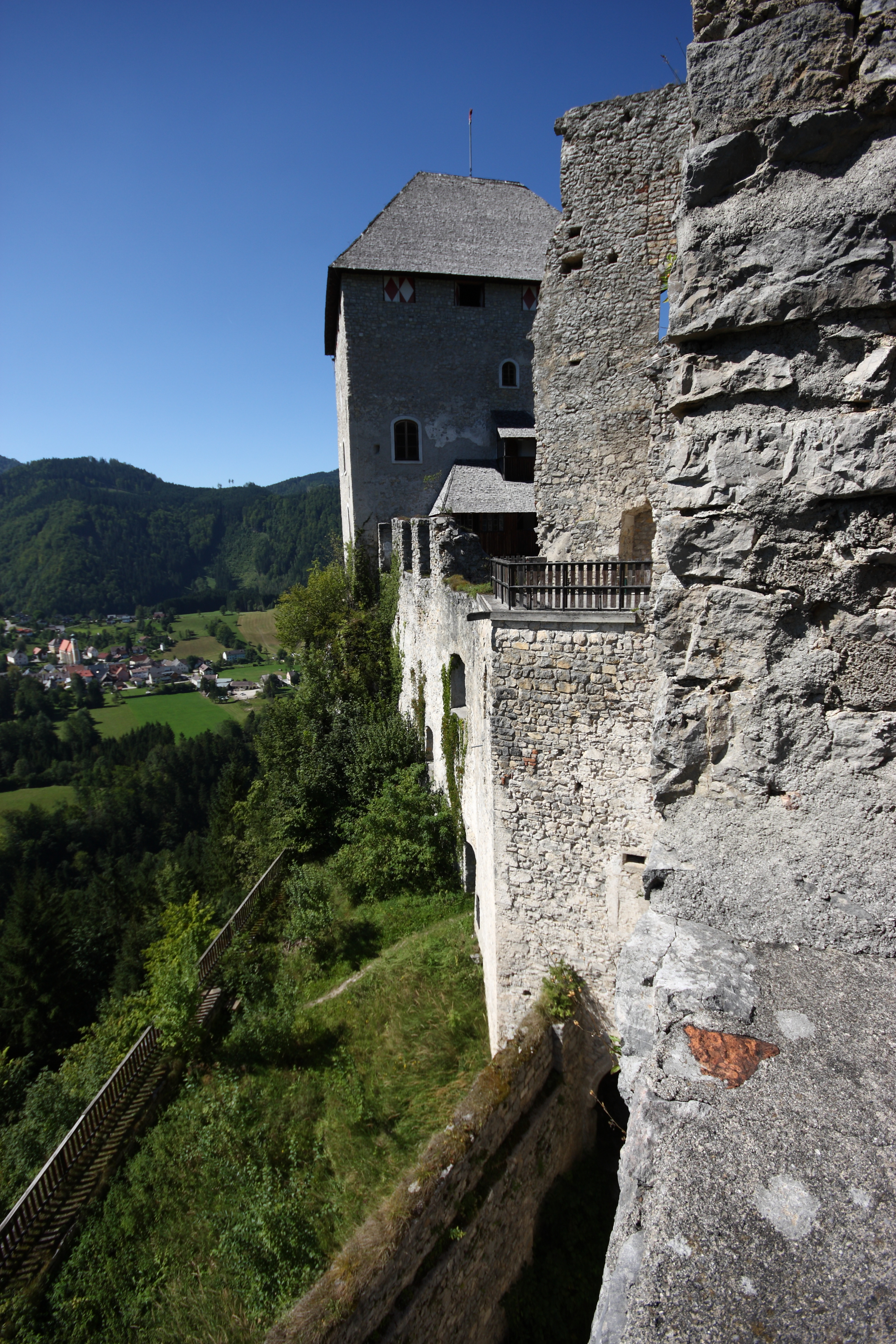
Остатки внешних стен замка

Замок занимает вершину скалистой горы с отвесными склонами. Доступ в комплекс возможен только с южной стороны. Замковая тропа, ведущая от бывшего Мейерхофа, сначала проходила мимо двух ворот и рва, через который был перекинут подъемный мост. После небольшой башни имелись ещё двое ворот, ведущих к так называемой Серой башне. В западной части комплекса располагалось  трёхэтажное здание главной жилой резиденции. Через пятые ворота наконец можно попасть в цитадель с собственным узким внутренним двором и бергфридом. Большинство зданий возводились из туфовых блоков. В замке имелось две часовни: одна находилась у вторых ворот, а вторая — в Белой башне. Основную часть сооружений окружала мощная кольцевая стена с крытыми переходами. 
Белая башня представляла собой мощную квадратную жилую башню, которая замыкала к внешнему двору с запада. В настоящее время это сооружение и его интерьеры тщательно отреставрированы. Первый этаж разделён центральной стеной и имеет сводчатый потолок. На верхних этажах потолки были балочными. 
В северной части комплекса находился двор с цистерной для воды. В настоящее время эта часть замка закрыта для посещения. С востока замок защищает квадратная Красная башня. Её построили из бутового камня. По краям уложены блоки из туфа. Башня также соединена с жилыми постройками оборонительной стеной с зубцами. К северной части этой стены примыкали хозяйственные постройки и помещения для прислуги.
В XVII веке у стен замка построили бастионы. Однако к настоящему времени от них почти ничего не осталось. Лишь в южной стороне все ещё сохранились остатки большого бастиона.

## Галерея

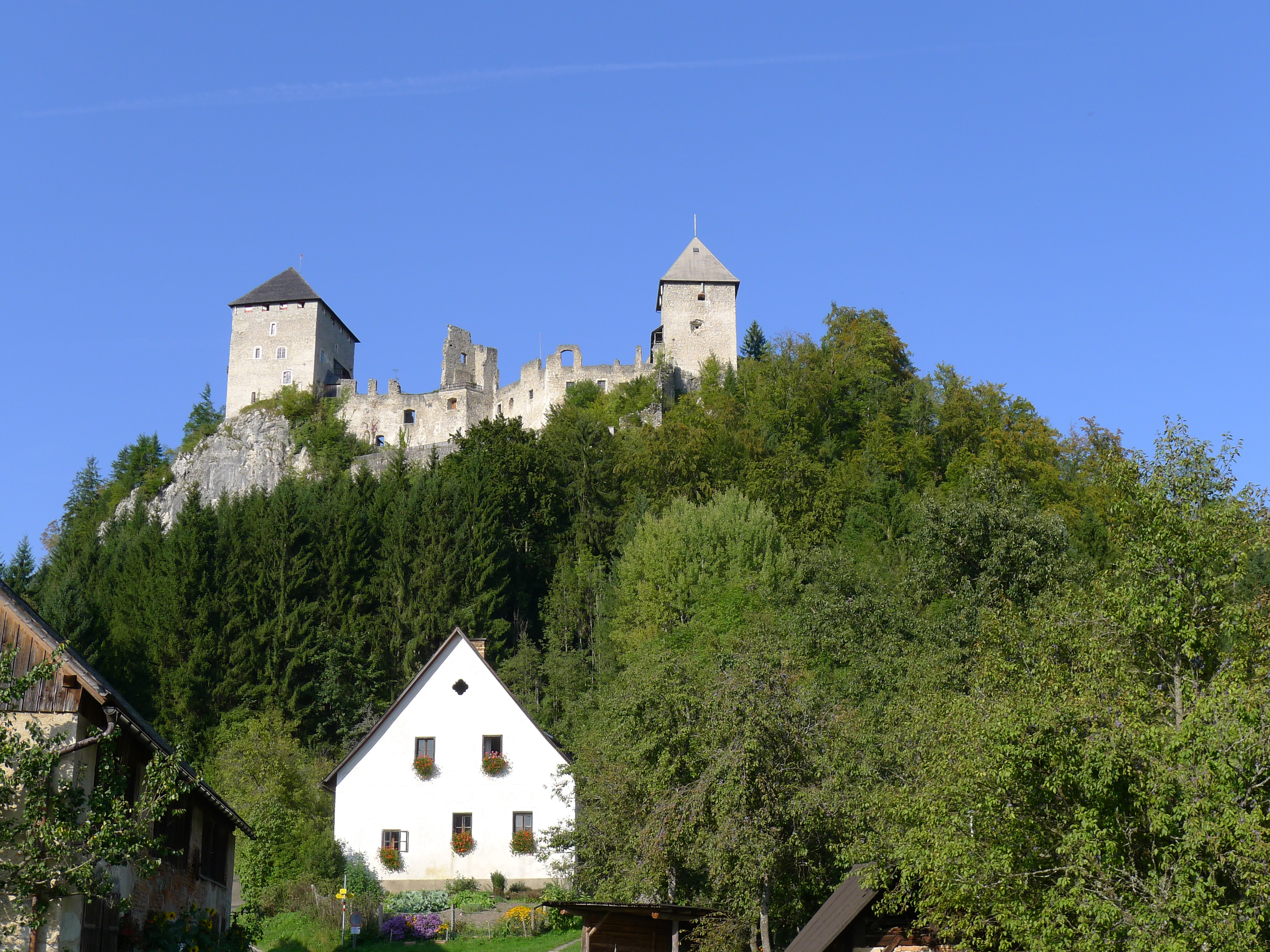
Вид замка снизу
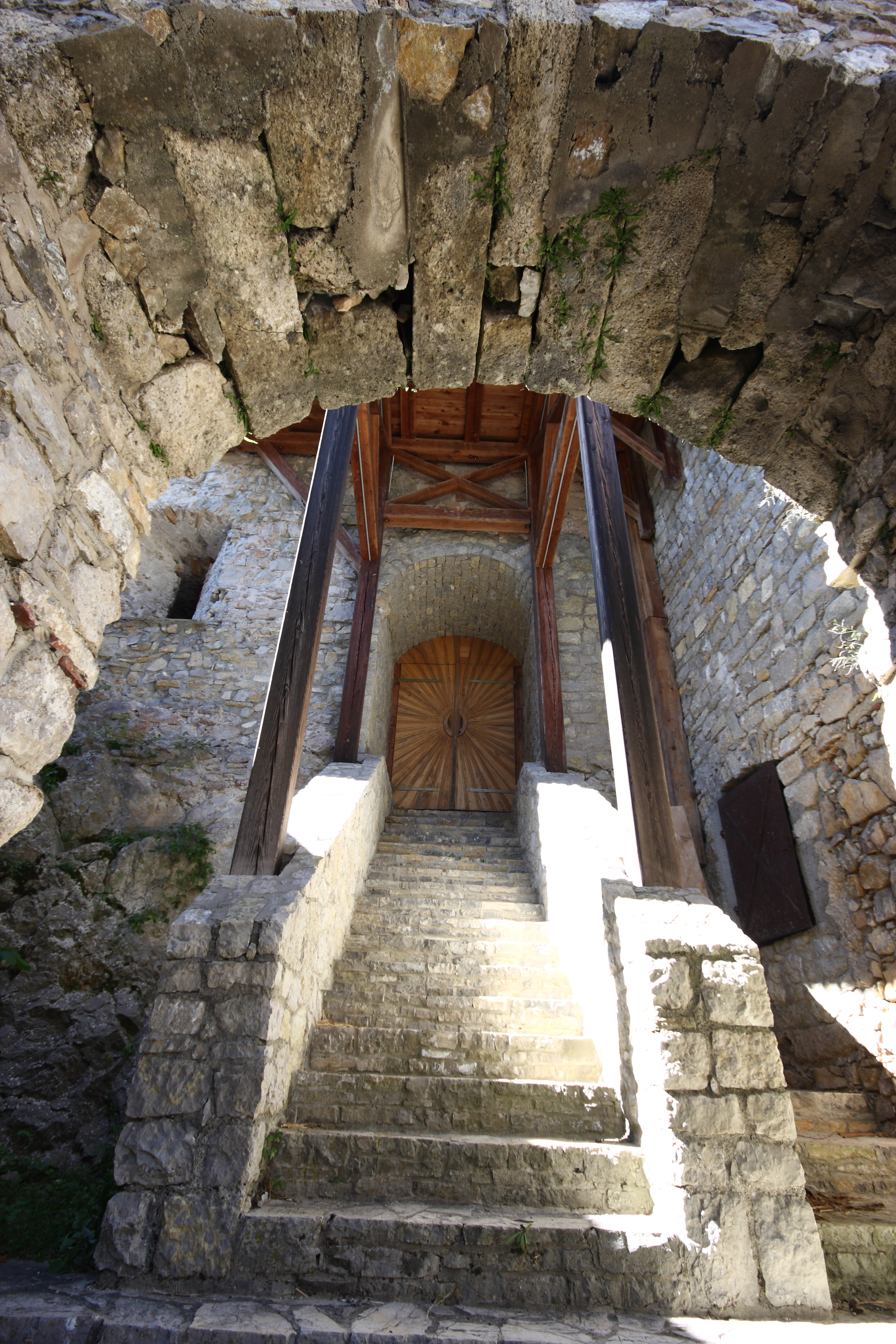
Внутри замка
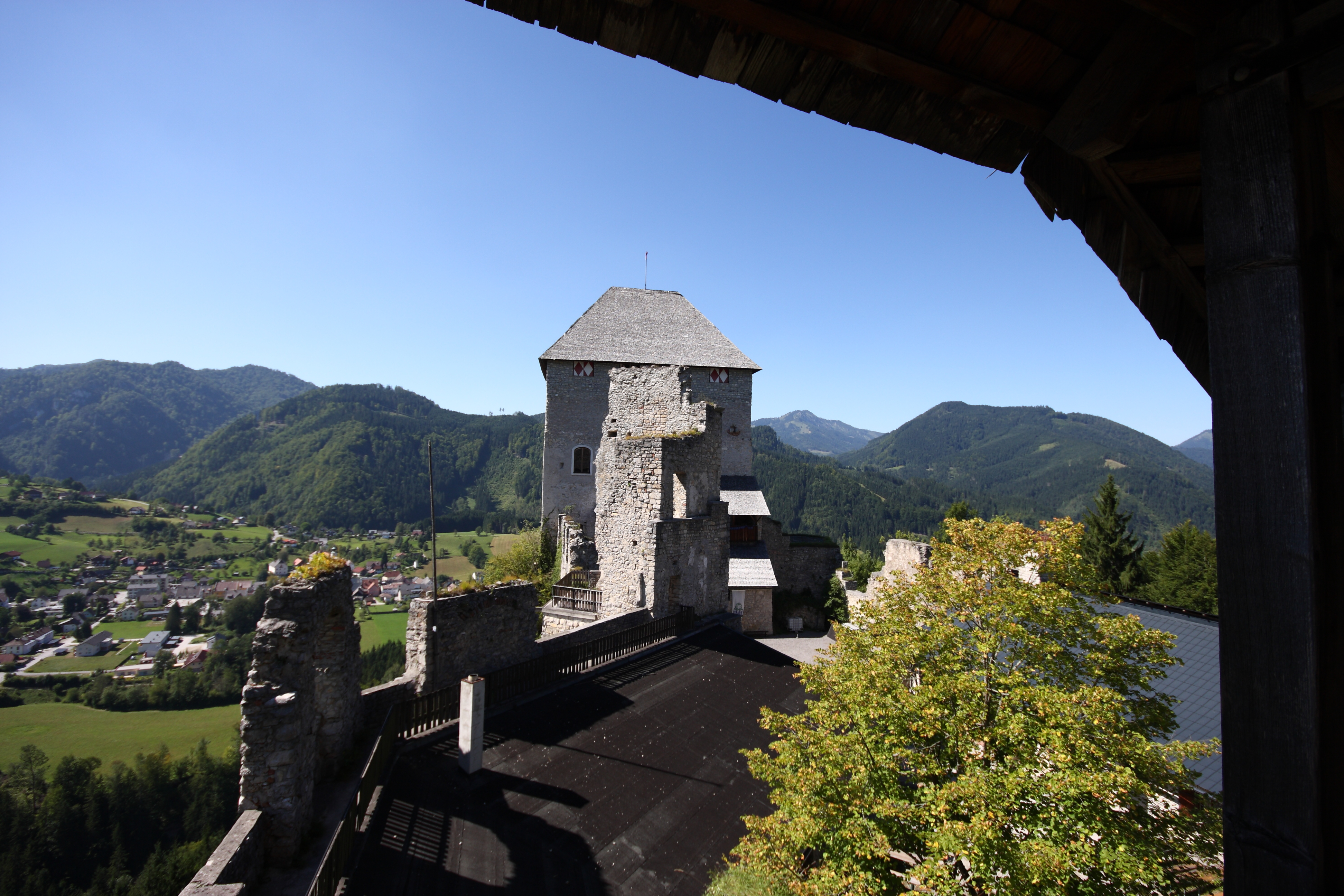
Вид замка из цитадели
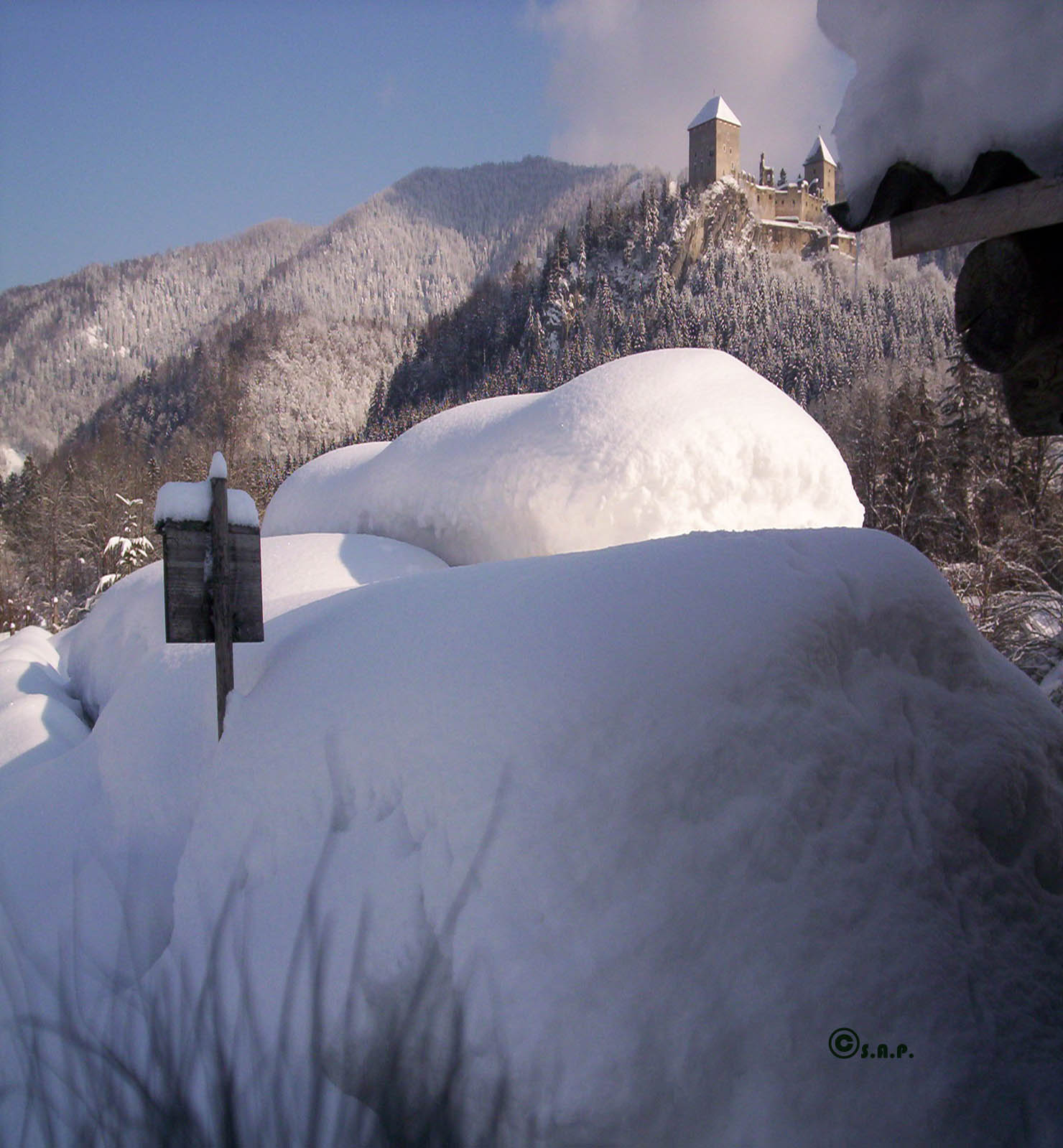
Вид замка в зимнее время
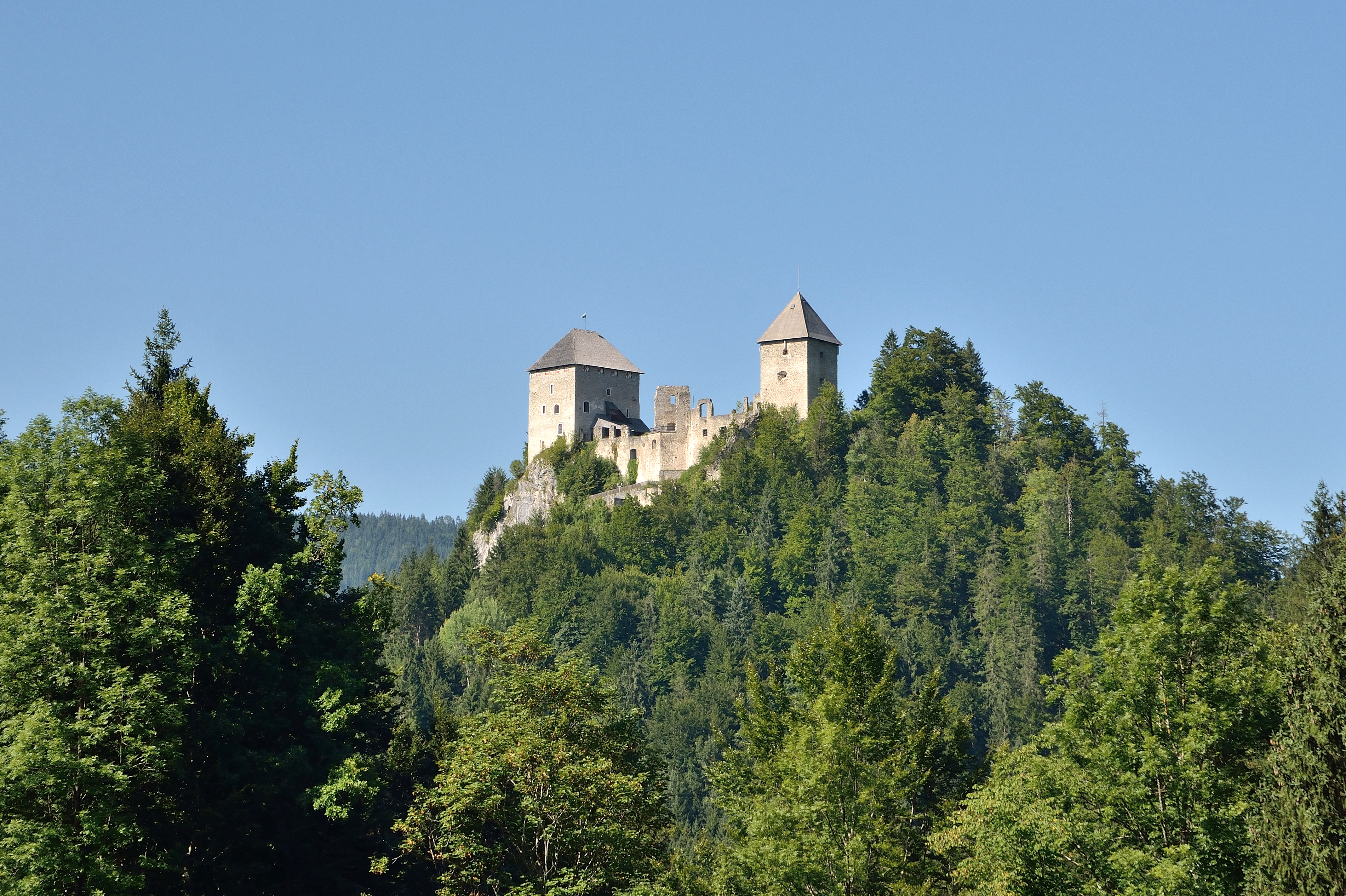
Вид замка с западной стороны